# هاري كيني
هاري كيني (بالإنجليزية: Harry Kenny)‏ (13 أبريل 1962 بدبلن في جمهورية أيرلندا - ) هو لاعب كرة قدم أيرلندي في مركز الدفاع. لعب مع درودا يونايتد ونادي شامروك روفرز ونادي كروسيدرز وNewry City F.C. ‏ ودوري أيرلندا الحادي عشر ‏.

## وصلات خارجية
- هاري كيني على موقع قاعدة بيانات كرة القدم.إي يو (الإنجليزية)